# Автокефалия
Автокефалия (от гр. αυτός – сам, самостоятелен, отделен, независим и κεφαλή – глава, началник) е термин, който се употребява в Църквата след началото на 5 век, когато е приложим както към светски, така и към църковни организации, имащи своя върховна независима власт. Автокефалията е форма на независимо църковно устройство и самостойна административна уредба – специфична каноническа институция на дадена поместна църква с ранг на архиепископия, митрополия или патриаршия, утвърдила се по пътя на мисионерски, духовен и културен възход и получила всеобщо междуцърковно признание.
Основните белези на автокефалията са:
1. Организация на хомогенна, понякога в етническо, езиково отношение, или в границите на независима национална държава, значителна християнска общност със строго определен диоцез, административна и юрисдикционна независимост по отношение на всички останали църкви.
2. Наличие на достатъчно голям брой вярващи, ръководени от поне трима архиереи
3. Право на избор, ръкополагане и утвърждаване на собствен предстоятел, както и на останалите йерарси, образуващи Св. Синод
4. През време на богослужение йерархията на автокефалната църква споменава само своя предстоятел, а той самият – главите на останалите автокефални църкви
5. Право на свикване на поместни събори, организиране на местно църковно законодателство и съдопроизводство
6. Самостоятелно освещаване на св. миро
7. Свобода за канонизиране на местни светци